# Eva Jaslar
Eva Jaslar (teljes neve: Ewa Maria Jaślar-Walicka) (Bytom, 1945. szeptember 18. – ) lengyel-amerikai hárfás, a New York Harp Ensemble alapító tagja, a Lengyel Hárfaszövetség (lengyelül: Polskie Towarzystwo Harfowe) alapítója és elnöke.

## Családja
Édesanyja, Bibiana Jaślarowa (1922-2013) a Sziléziai Egyetem (Uniwersytet Śląski w Katowicach) pszichológia professzora volt Katowicében és Cieszynben. Phd dolgozatát Pszichológiai tézisek az irodalomban címmel írta, új utakat nyitva a pszichológiában. Édesapja, Zbigniew Adolf Jaślar (1913-2002) gyógyszerész és főiskolai tanár volt. A második világháború előtt titkára, majd elnöke volt a gyógyszeripari szakszervezetnek, a háború idején Auschwitzban raboskodott. Később gyógyszertár- és gyógyszergyári vezetőként, regionális szakmai felügyelőként és tanárként dolgozott.
Testvére, Krzysztof Jaślar film- és színházi rendező, író és humorista. Unokaöccse – Krzysztof fia – Filip Jaślar hegedűművész, a Grupa MoCarta alapító tagja. Együttese a komolyzenét film- és népzenével ötvözi és sok humorral adja elő.
Egy gyermeke van, Kasia.

## Élete
Hat éves korában kezdte zenei tanulmányait. Kezdetben zongorázni tanult, majd átiratkozott hárfaszakra. A középiskola elvégzése után felvételt nyert a Varsói Zeneakadémiára, ahol 1964 és 1968 között tanult. Egyetemi tanulmányainak befejezése után megnyert egy lengyel nemzeti hárfaversenyt, amellyel jogot szerzett, hogy Lengyelországot képviselhesse az első amerikai nemzetközi hárfaversenyen. A versenyt Würtzler Arisztid magyar emigráns hárfás rendezte Hartfordban, Connecticutban 1969-ben.  Itt díjat kapott és egyéves ösztöndíjat ajánlottak fel a számára, melynek segítségével további tanulmányokat tudott folytatni a New York Egyetem hárfaszakán.
1970-ben részt vett a New York Harp Ensemble hárfás kamaraegyüttes megalapításában, melyben 17 éven át, 1986-ig játszott. Az alapítók között volt rajta kívül Würtzler Arisztid és felesége, a szintén lengyel származású Barbara Pniewska, valamint az amerikai testvérek, Martha és Rebecca Flannery. Az együttesben számos további tag megfordult, többek között a cseh Dagmar Platilova, a román Dorella Maiorescu, az amerikai Margery Fitts és Park Stickney. Több, mint hatvan országban fordultak meg, játszottak többek között Jimmy Carter, Ronald Reagan és George H. W. Bush elnököknek a Fehér Házban, valamint Szent II. János Pál pápának a Vatikánban.
1972-ben második helyezést ért el az 5. Amerikai Hárfaversenyen. 1973-ban ő képviselte az Amerikai Egyesült Államokat a  Izraeli Nemzetközi Hárfaversenyen. Mesterfokozatú amerikai hárfás diplomáját 1974-ben szerezte meg a New York Universityn, melynek 1971-től volt a hallgatója. Ezt követően továbbtanult a PhD fokozatért az egyetemen. Első önálló, bemutatkozó koncertjére a Carnegie Recital Hallban került sor 1978-ban.
Az együttesből való kilépése után szólókarriert kezdett, illetve Barbara Pniewskaval (Warsaw Harp Duo), Margery Fitts-szel (New York Harp Duo), a Szláv kamaraegyüttessel és másokkal zenélt New York környékén.
Az 1990-es rendszerváltás után visszatért Lengyelországba, Cieszynben telepedett le, ahol a szülei éltek. Közben két évig a Cseh Állami Opera hárfásaként is zenélt. Prágába Dagmar Platilova hívta, aki szintén visszatért az USA-ból a hazájába.
A tanítással Lengyelországban kezdett foglalkozni. Előbb Bielsko-Białaban, majd a cseh Cieszynben (Czeski Cieszyn) hozott létre osztályokat. 2003-ban megalapította a Lengyel Hárfaszövetséget és a maga nemében egyedülálló hárfaduó-versenyt, melyet évente rendeznek meg. Tanítványaival évente kétszer koncertet adnak Cieszynben „Nowy Rok z Harfą” (Újévi köszöntő hárfával) és „Vive les Vacances” (Éljen a vakációǃ) címmel. Az amerikai Harp Journal mintájára negyedéves bulletint adnak ki.
Számos televíziós és hanglemez-felvétel elkészítésében működött közre. 2018-ban a Passed együttes tagjai portréfilmet készítettek róla.